# Margarita Blizniakova
Margarita Blizniakova (en russe : Маргарита Близнякова) est une taekwondoïste russe, vice-championne du monde de taekwondo en 2021.

## Biographie
Margarita Blizniakova est médaillée d'argent dans la catégorie des moins de 57 kg aux Championnats du monde féminins de taekwondo 2021 à Riyad, s'inclinant en finale face à l'Iranienne Zahra Sheidaei.